# Я (психоаналіз)
Е́ґо, Я (лат. ego «я», нім. das Ich) в теорії психоаналізу — частина цілісної психічної структури людської особистості, яка усвідомлюється як власне «Я» і знаходиться в контакті з навколишнім світом за допомогою сприйняття. Его сприймає довкілля, реагує на вплив фізичного та соціального оточення за допомогою здійснення оцінки, планування, запам'ятовування та іншими шляхами.

## Его в психоаналізі Фрейда
«Его» — центральний комплекс свідомості, складник цілісної психічної структури (поряд з «несвідомим (Воно) Id» та «надсвідомим (Над-Я) Superego»), як середня ланка між несвідомим та надсвідомим (Id —Ego —Superego), є однією з трьох психологічних сутностей, запропонованих Зигмундом Фрейдом для опису динаміки людської психіки. Его, за Фрейдом, здійснює виконавчі функції, виступаючи посередником між зовнішнім та внутрішнім світом, а також між Ід (Воно) і Супер-Его (Над-Я). Его, наділене власними змістами, сприймає довкілля лише частково його осмислюючи, фільтруючи та усуваючи небажані імпульси від афективного Воно (Id), тобто несвідомого. «Tuj» забезпечує безперервність і послідовність поведінки, реалізуючи особисту точку відліку, завдяки чому події минулого (збережені у пам'яті) узгоджуються з подіями сьогодення та майбутнього (представленими передбаченням та уявою). Его не збігається ні з психікою, ні з тілом, хоча тілесні відчуття формують ядро раннього досвіду індивіда. Его, досягши певного розвитку, здатне змінюватися протягом усього життя, особливо під впливом погроз, хвороб і змін умов існування.
У міру розвитку індивіда відбувається диференціація Его і розвиток Супер-Его. Супер-Его включає заборони та контроль інстинктивних імпульсів через прийняття батьківських та соціальних стандартів. І, таким чином, виникає моральний конфлікт, необхідний для росту та дорослішання особистості. Его відіграє роль посередника між Супер-Его та Ід шляхом створення захисних механізмів.
Поступ, що проявляється в переході від негайної реакції до контрольованої поведінки, від дологічного до раціонального мислення відбувається повільно і здійснюється у вигляді багатьох послідовних стадій протягом дитинства. Навіть досягнувши фізичної зрілості, люди істотно різняться між собою у формах та ефективності діяльності Его. Це важлива якість була названа Фрейдом «силою Его». Людині з «сильним Его» властиві такі характеристики: вона об'єктивна у своїх оцінках навколишнього світу та себе; її діяльність організується на триваліший час, так що можливі планування та розпорядок; така людина здатна виконати ухвалені рішення і, не вагаючись, вибирати з наявних альтернатив; вона не підкоряється сліпо своїм устремлінням і може скеровувати їх в суспільно корисне русло; вона здатна протистояти безпосередньому тиску з боку фізичного та соціального оточення, обдумуючи та вибираючи власний курс. З іншого боку, індивід зі «слабким Его» більш схожий на дитину: його поведінка імпульсивно та визначається моментом; сприйняття дійсності й себе спотворено; він досягає меншого успіху в продуктивній роботі, оскільки його енергія витрачається на захист спотворених та нереалістичних уявлень про себе; він може потерпати через невротичні симптоми.
Драматичну долю Его, що перебуває у силовому полі Над-Я та Воно, відображено на прикладі постаті Іполита Варецького (в «Дівчина з ведмедиком» В. Домонтовича), Степана Радченка (в «Місто» В. Підмогильного) та ін.
З часів Фрейда, який розробив концепцію Его і його структуру, та Юнга, який досліджував Его, іншими вченими були розроблені декілька відмінних теорій Его. З погляду загальної психології, Его розглядається, як «джерело поведінки та сполучний центр особистості в її людському оточенні» (Metzger, Psychologie, 1941). Его в процесі розвитку людини виділяється з єдиної споконвічної свідомості, яка охоплює «зовнішній світ» та власну особистість в нероздільній єдності. Воно постійно супроводжується свідомістю «з-самим-собою-ідентичного-буття»; таким чином, якщо людина чітко пізнає свої тілесні й душевні зміни, то вона усвідомлює себе «у своїй основі» (тобто в глибині свого Его) завжди тією самою. До наочної сфери Его належать тіло і все, що може служити розширенню цієї сфери (що є предметом постійного прагнення): одяг, прикраси, а також майно, в яке Его може «вростати». Часто в Его вбачають творчу єдність; дійсність набуває сенс, лише коли вона співвіднесена з ним; особливо чітко це виражено у Фіхте: «Его вимагає, щоб воно обіймало собою всю реальність та досягало нескінченності». Фрідріх Ніцше, навпаки, щодо Его писав: «Его — це безліч особистісних (нім. personenarten) сил, з яких то одна, то інша виступає на передній план».
Его в психоаналізі Фрейда є найбільш раннім формулюванням Я в сучасній психології. Наприклад, у класичному юнгівському аналізі Я є центральним архетипом кількох архетипів, які є апріорними або схильностями відповідати на світ певним чином. Хоча класичний юнгівський психоаналіз базується на концепції Фрейда, він є кроком далі від сенсів Фрейда. Сучасні погляди на Я в психології складаються зі складних різноманітних «Я» сучасної ідентичності, — термін «Его (Я)» входить до багатьох напрямків психології, концепція Я розширена іншими вченими, значення варіюється між різними напрямками, але загалом воно належить до свідомої рефлексивної особистості індивіда.

## Его в аналітичній психології К.Юнга
Его наділене власними змістами, співвідносними з вимогами довкілля, проте не осмислюється як «реальні психічні чинники, котрі переважно лишаються прихованими» (К.Г. Юнг), різниться від Персони, Тіні, Аніми та Анімусу. К. Юнг зарахував до архетипів основні складові структури особистості, виділяючи такі елементи: Персону, Его, Тінь, Аніму (у чоловіків), Анімус (у жінок) і Самість. Его є центром свідомості, і тому відіграє основну роль у свідомому житті: створює відчуття усвідомленості та послідовності наших думок та дій, відповідальне за зв'язок свідомого і несвідомого. Бувши центральним комплексом свідомості, Его чинить спротив самості, завдяки якій воно існує, і водночас постійно наближається до неї.
Аналітична психологія Юнга містить поняття "его-комплексу". 